# 刘慈群
刘慈群（1930年—），男，江苏仪征人，中国流体力学家，曾任中国科学院渗流流体力学研究所研究员、博士生导师。